# پتالوما (کالیفرنیا)
پتالوما (به انگلیسی: Petaluma) شهری در شهرستان سونوما ایالت کالیفرنیا است که در سرشماری سال ۲۰۱۰ میلادی، ۵۷۹۴۱ نفر جمعیت داشته است.